# 河辺ほのか
河辺 ほのか（かわべ ほのか・1998年〈平成10年〉7月27日 - ）は、日本の女性モデル、タレント、レースクイーンである。北海道出身。プラチナムプロダクション所属。

## 略歴
2016年、札幌コレクションのモデルオーディションに応募し、同年4月30日、応募総数297名の中からファイナリスト7名の中の一人として札幌・北海きたえーるのランウェイに登壇。準グランプリを受賞したのを機に北海道内でモデル活動を行った後、2019年初頭に上京。プラチナムプロダクションに所属し芸名を「河辺ほのか」とする。
2019年のSUPER GT500クラス『AUTECHレースクイーン』にプラチナム所属者及び北海道出身者として初めて選ばれた一方、同じ事務所の蘭と共に『K-1 GIRLS』の一員としてラウンドガールを2019年・2020年の2年連続で務めている。
2020年3月13日、『BEST OF MISS』（ベスト・オブ・ミス）の東京大会に出場し、審査員特別賞に当たる「東京皮膚科・形成外科賞」「インド・スタディツアー賞」を受賞した。

## 人物
- 趣味は絵を描くこと、スケートボード。中学・高校時代はバスケットボール部に入っていた[7]。
- K-1 GIRLSでのキャッチフレーズは「癒しの天然スマイル」[5]。
- 同じ事務所のモデルと共に2020年に結成したアウトドアチーム『Caprice Fox』（キャプリスフォックス）[注 1]では、チームのオリジナルキャラクターを自らデザインした[動画 3]。

## 出演

### テレビ番組
- ゴッドタン「第2回芸人マジ芝居選手権」（テレビ東京・2019年10月27日未明放送[注 2]）[9]
- 貴族誕生 -PRINCE OF LEGEND-（日本テレビ・2019年12月5日未明放送[注 3]） - 第2話にカメオ出演[10]
- おカネの切れ目が恋のはじまり（TBSテレビ・2020年9月）[11]
- オールスター感謝祭2020秋（TBSテレビ・2020年10月3日放送）- 長谷川麻衣と共にスタジオアシスタントとして出演[12]
- クイズ!THE違和感（TBSテレビ・2021年1月11日放送） - 再現VTRで宮下草薙と共演[13]
- エアガール（テレビ朝日・2021年3月20日放送）[14]

### ドラマ
- 新聞記者 第6話（2022年1月13日配信、Netflix）

### 映画
- 復讐のワサビ (Hema Films、2024年2月9日公開)[15]

### ラジオ
- 爆笑問題の日曜サンデー（TBSラジオ） 2022年7月10日

「サンデー中継くん」のコーナーで東京・日比谷公園のオクトーバーフェストの会場からレポーターとして出演

### インターネット配信
- さまぁ〜ずチャンネル（不定期出演、YouTube）

### イベント
- 札幌コレクション2016・モデルオーディション準グランプリ（2016年4月30日・北海きたえーる）[1][2]
- 東京オートサロン2020「NISSAN」ブースモデル（2020年1月10日 - 12日、幕張メッセ） - AUTECHレースクイーンとして出演[19]

### ミュージックビデオ
- イハラカンタロウ「湯舟」（アルバム『C』所収。2020年）[20][動画 4]

### スポーツ関連
- SUPER GT「AUTECHレースクイーン」（2019年）[4]
- K-1 GIRLS（2019年・2020年）[5]
- タグラグビー FIVES「TRY! GIRLS!!!」（2019年）[注 4]
- みんなのKEIBA「サマー・ウーマンズ・グランプリ2020」（フジテレビ・2020年8月）[動画 5]